# Sulpicio Severo
Sulpicio Severo (in latino Sulpitius Severus; 360 circa – 420 circa) è stato uno storico e scrittore romano cristiano, spesso confuso con l'omonimo vescovo di Bourges (che invece morì nel 591 ed è santo della Chiesa cattolica).

## Biografia
Le scarne informazioni sulla biografia di Sulpicio sono conservate soprattutto nelle opere del suo amico Paolino di Nola e in Gennadio di Marsiglia.
Ebbe un'eccellente educazione, studiando giurisprudenza a Burdigala (l'odierna Bordeaux) e divenendo celebre quale eloquente avvocato. La sua carriera fu coronata dal matrimonio con la figlia di una ricca famiglia ma, perduta la moglie per una morte prematura, subito dopo il 390, Severo rinunciò alla sua brillante carriera e seguì il fratello Paolino per ritirarsi in monastero. Questo improvviso cambiamento della sua vita trovò la disapprovazione del padre, pur se incoraggiato dalla suocera.
Sulpicio diventò amico intimo ed entusiasta discepolo di Martino di Tours, con il quale visse per un periodo sull'Isola Gallinara di Albenga dove venne descritto come «prete, uomo di grandi virtù»; visse vicino a Eauze, a Tolosa e a Luz nella Gallia del sud. Di questo periodo Gennadio, che scrisse una breve biografia di Sulpicio Severo, riporta la sua ordinazione a prete, ma non esiste alcuna notizia certa circa la sua attività sacerdotale. Sempre secondo lo stesso Gennadio, Sulpicio si accostò verso la fine della sua vita al Pelagianesimo ma presto, scoprendo il suo errore, si impose il silenzio fino alla fine dei suoi giorni per espiare la sua imprudenza.

## Opere
Le opere di Sulpicio Severo mostrano una chiara influenza, sotto il profilo stilistico, di Tacito e Sallustio. Gli vengono con sicurezza attribuite opere di tipo storiografico lato sensu e opere legate all'agiografia di san Martino.
Al primo gruppo rimonta la Chronicorum Libri duo o Historia sacra ("Cronaca universale"), che appunto attinge ampiamente agli scritti tacitiani e sallustiani, con prospettive escatologiche e pessimistiche.
Agli scritti agiografici martiniani appartengono la Vita Martini ("Vita di Martino"), l'opera più famosa, biografia di Martino di Tours, nonché i Gallus, due dialoghi, divisi formalmente in tre e tre lettere. I copisti medievali raggrupparono, appunto, la Vita Martini, le Epistulae e i Dialogi sotto il titolo di Martinellus, come se fossero un'opera unica su Martino.